# Vleeskuiken

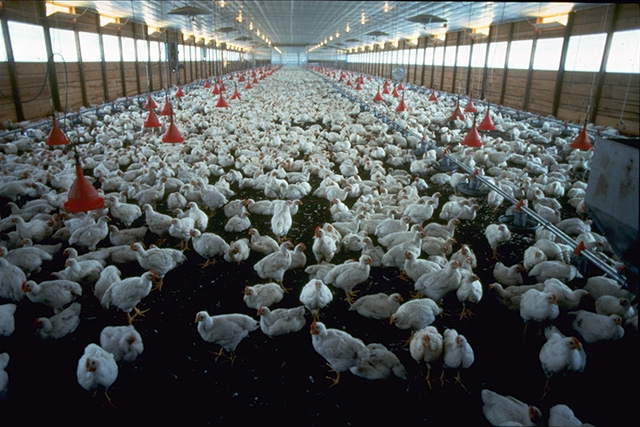
Vleeskippenfarm in de Verenigde Staten

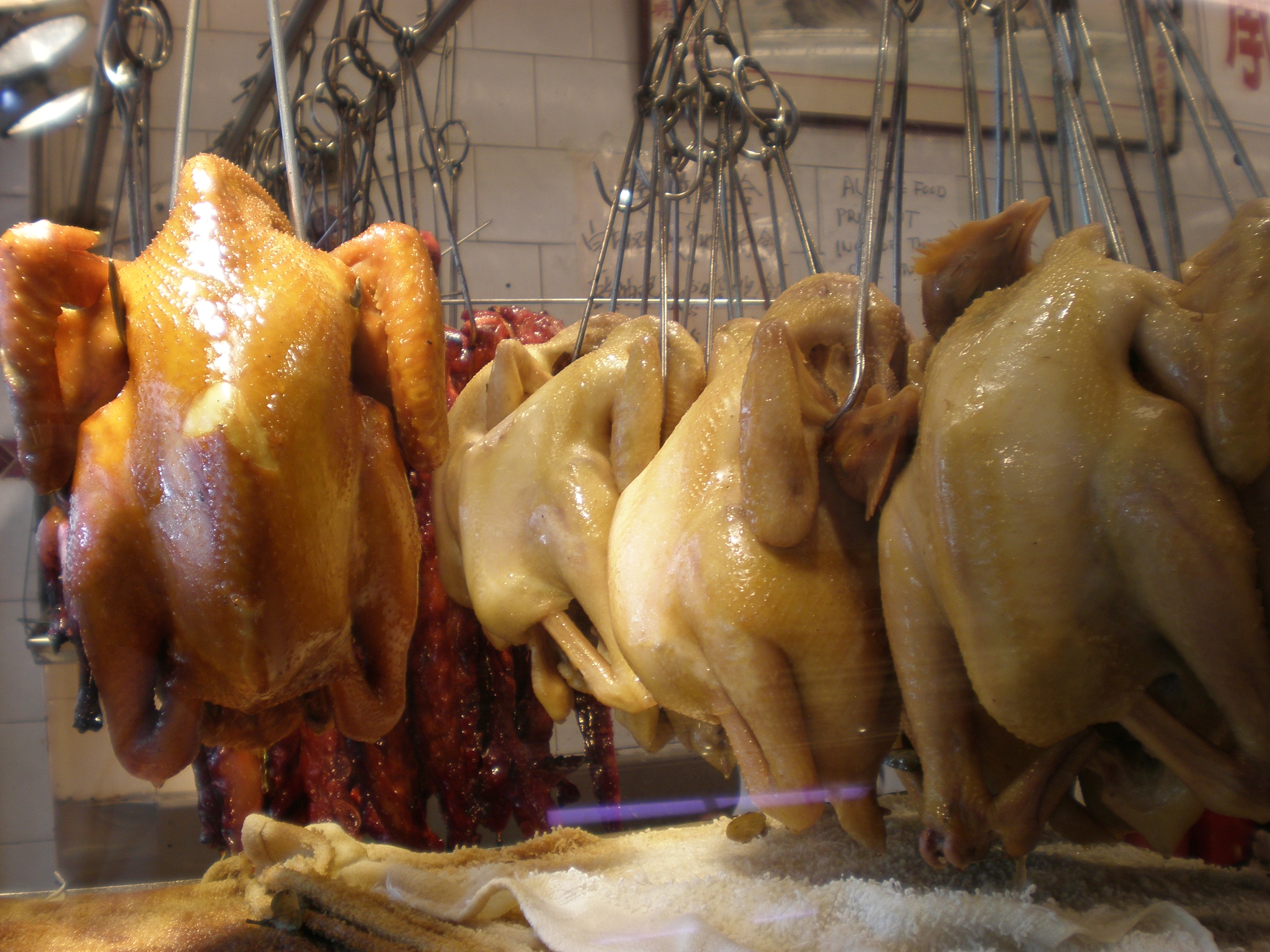
Geslachte vleeskuikens

Een vleeskuiken, vleeskip, mestkip of slachtkuiken is een snelgroeiende kip die speciaal gefokt wordt voor de vleesproductie. Het dier is ca. zes weken na de geboorte 2,5 kilo zwaar en rijp voor de slacht.

## Geschiedenis
In de Verenigde Staten werd kippenvlees populair tijdens de Tweede Wereldoorlog, toen rund- en varkensvlees op de bon waren. Op zoek naar een manier om de afzet na de oorlog overeind te houden, organiseerde de bond van pluimveehouders in 1948 een wedstrijd voor de verkiezing van "de kip van morgen". Duizenden eieren uit 44 staten gingen in maart naar een broederij in Easton, Maryland. De kuikens werden op een aantal farms in drie maanden opgefokt, en op 24 juni koos een jury, waarin overigens geen consumenten of koks zaten,  de "kip van morgen". Deze Californische kip had in die drie maanden een gewicht van 1,6 kilo bereikt en  werd als uitgangspunt genomen voor de nieuwe vleesindustrie.
Historisch onderscheidt men oude kippenrassen die hoofdzakelijk, of als dubbeldoelkip voor de vleesproductie bestemd waren en de 'broilers', zoals de Ross 308, een industrieel gefokt ras dat eind twintigste eeuw ontstaan is. De gemiddelde vleeskip werd in 2005 als resultaat van kruising en selectie vierhonderd procent zwaarder dan in 1957.

## Groei
Vleeskuikens zijn speciaal voor dit doel gekruiste kippenrassen die als eigenschappen een snelle groei en veel borstvlees (kipfilet) hebben. Nadat de bevruchte eieren in de broederij zijn uitgebroed, gaan de jonge kuikentjes, al dan niet gesekst, afhankelijk of de soort makkelijk gesekst kan worden, naar de pluimveehouder. Omdat kuikens de eerste dagen hun lichaamstemperatuur niet op peil kunnen houden worden ze in verwarmde stallen gehouden. Dit verwarmen duurt niet lang, want al snel kan het kuiken zijn eigen temperatuur regelen. Vanaf dat moment produceren de dicht opeen gehouden kuikens zelfs zoveel warmte dat er volop geventileerd moet worden om de stal niet te warm te laten worden.
De vleeskuikens groeien soms meer dan 60 gram per dag. Na vijf weken gaat een deel weg voor de slacht, zo is er ruimte voor de anderen om nog een week door te groeien. Het slachtgewicht is dan ca. 2,5 kilogram. Ze worden vooral in onderdelen als drumsticks, kipfilet en vleugeltjes verkocht. Lichtere kuikens worden vaak als hele kip onder de naam 'haantje' verkocht. Dikwijls ten onrechte, want hanen en hennen worden meestal niet uit elkaar gehouden.
Kuikens waarvan de voeding voor 20% bestaat uit proteïne zodat zeer grote borstfilets ontstaan en die na zes weken geslacht worden noemt men ook wel plofkippen. Een leghen doet ruim 18 weken over hetzelfde groeitraject.

## Ouderdieren
De eieren waaruit de vleeskuikentjes komen worden gelegd door vleeskuiken-ouderdieren. Daar ontstaat een gebruikskruising door de vleeskuiken-moederdieren (eigenschappen: een beetje vlezig, grote legsels), te kruisen met de vleeskuiken-vaderdieren (eigenschappen: snelle groei, veel vleesaanzet). Zo zijn er ook vleeskuiken-grootouderdieren die dan weer de eieren leggen waar de vleeskuiken-ouderdieren uit geboren worden.

## Kuiken of kip

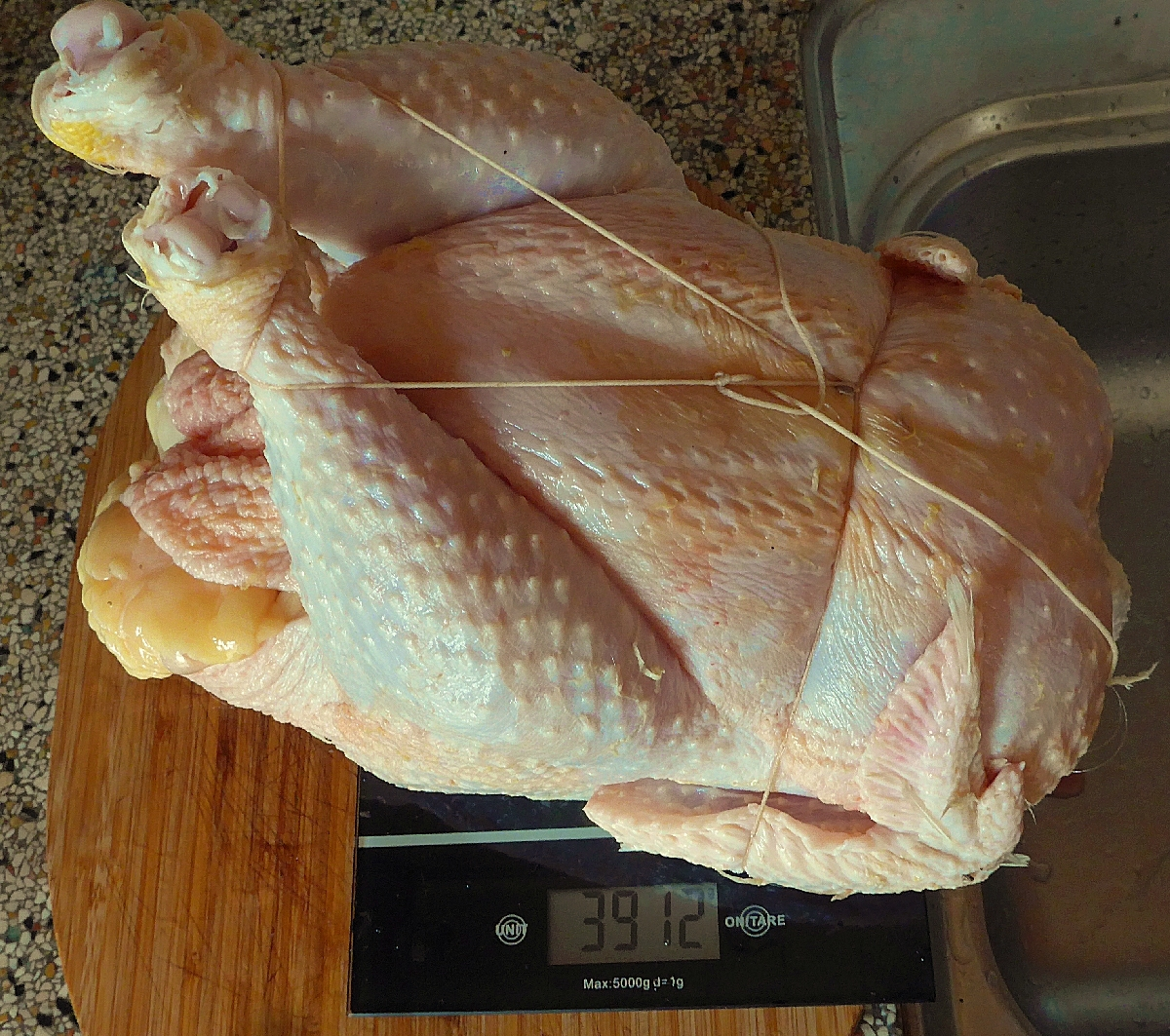
Ross vleeskip, geslacht, 20 weken oud. Gewicht schoon 3900 gram, levend gewicht 5,2 kg

Piepkuiken is jonge kip of haan van 4 tot 6 weken oud. Ze worden speciaal gekweekt voor het vlees; piepkuiken wordt beschouwd als een delicatesse.
Braadkip is voor het vlees gekweekte hen of haan in de leeftijd van 6 tot 10 weken. Daarmee is de braadkip net iets ouder dan het piepkuiken. Braadkip is de meest verkochte consumentenkip.  Als de kip langer leeft wordt het dier steeds zwaarder terwijl de lichamelijke conditie bij vrije uitloop verbetert.

## Protestacties
Stichting Wakker Dier begon in 2012 een actie tegen de plofkip, waarbij ze bedrijven probeert over te halen om geen vlees van uit hun krachten gegroeide kippen te verkopen maar van rassen die minder snel groeien. Dit betreft onder andere Dr. Oetker, KFC, Subway, Albert Heijn, McDonald's en Domino's Pizza. Sommigen van deze merken stopten met de plofkip. Er zijn door Wakker Dier ook reclamespotjes tegen de plofkip gemaakt, zowel voor de radio als de televisie. In die spotjes worden bedrijven opgeroepen geen plofkip te gebruiken voor hun producten en in sommige spotjes wordt gezegd welke merken daarmee gestopt zijn.
De term plofkip is bedacht door voedseljournalist Wouter Klootwijk. De lezers van het tijdschrift Onze Taal hebben 'plofkip' gekozen tot woord van het jaar 2012. Het woord kreeg 44 procent van de stemmen
.
Naar aanleiding van de protesten om de plofkip werd geopperd dat de plofkip het milieu minder zou belasten dan zijn minder snel groeiende equivalenten. De bewering wordt echter betwist.

## Hobbyvleeskip
Particulieren in Nederland mogen onder voorwaarden vleeskippen voor consumptie als hobby houden en zelf slachten. De belangstelling voor deze vorm van zelfvoorzienendheid nam in de jaren 2010 - 2020 weer toe. Het idee is dat de kip een goed leven heeft, minimaal gelijk aan de 3 sterren kip. De dieren worden gehouden op erf, tuin of grasland en hebben een droge beschutting (hok) ter beschikking. De dieren zijn mobiel en vitaal en slapen meestal op stok zodat voetzoollaesies vrijwel niet voor komen.
Een vleeskip (hen) van het trager groeiende ras Hubbard heeft gemiddeld na 16 weken gemiddeld een gewicht van 3150 gram. De voerconsumptie bij de hobbyboer was in die tijd 9 kg graan. Schoon zonder onderpoten is het consumptiegewicht 2400 gram. Hiervan is 2000 gram vlees, en 400 gram botten. De ingewanden wegen 350 gram en veren, kop en onderpoten 400 gram.

### Hubbard kippen

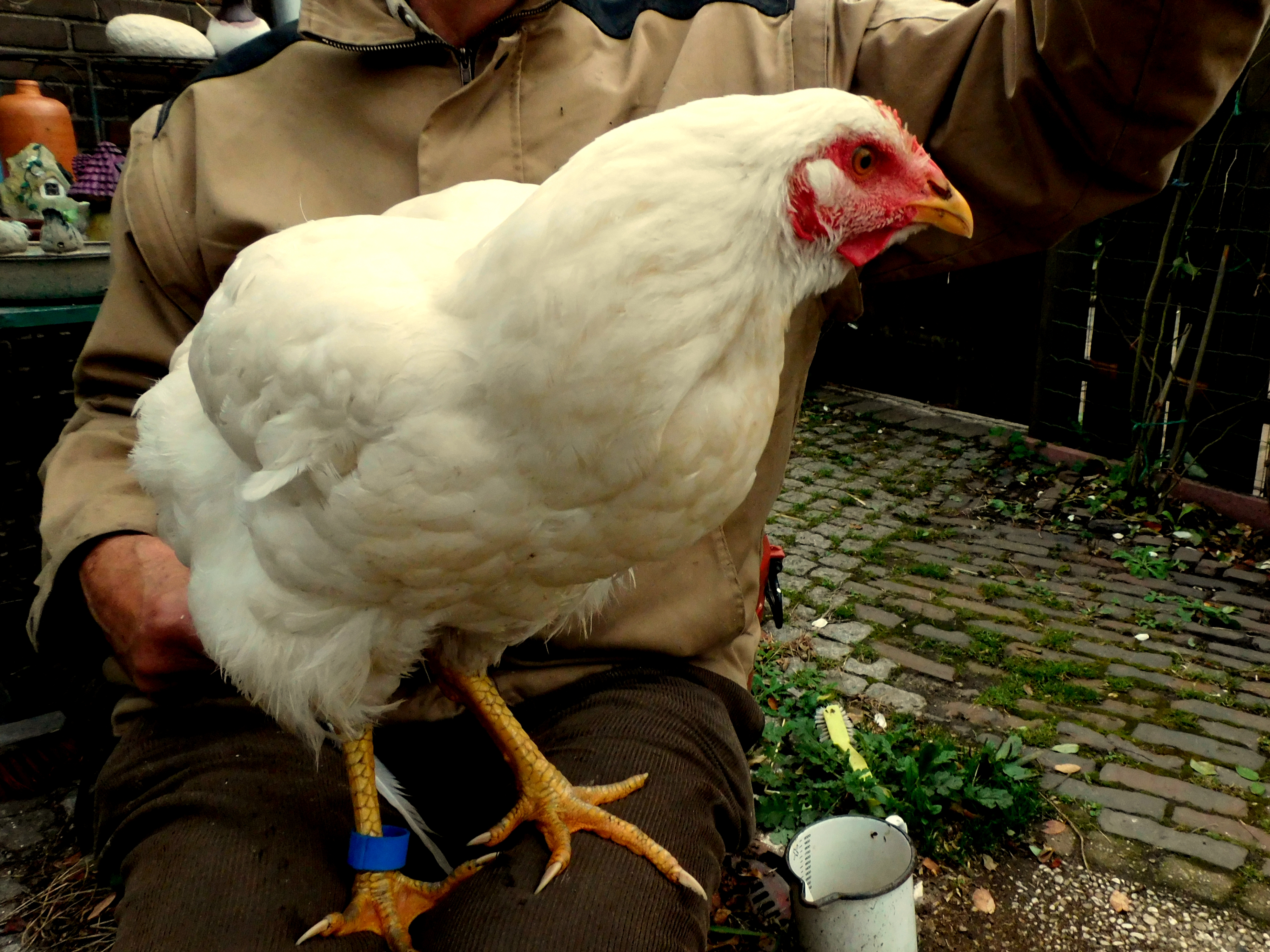
Hen, 16 weken
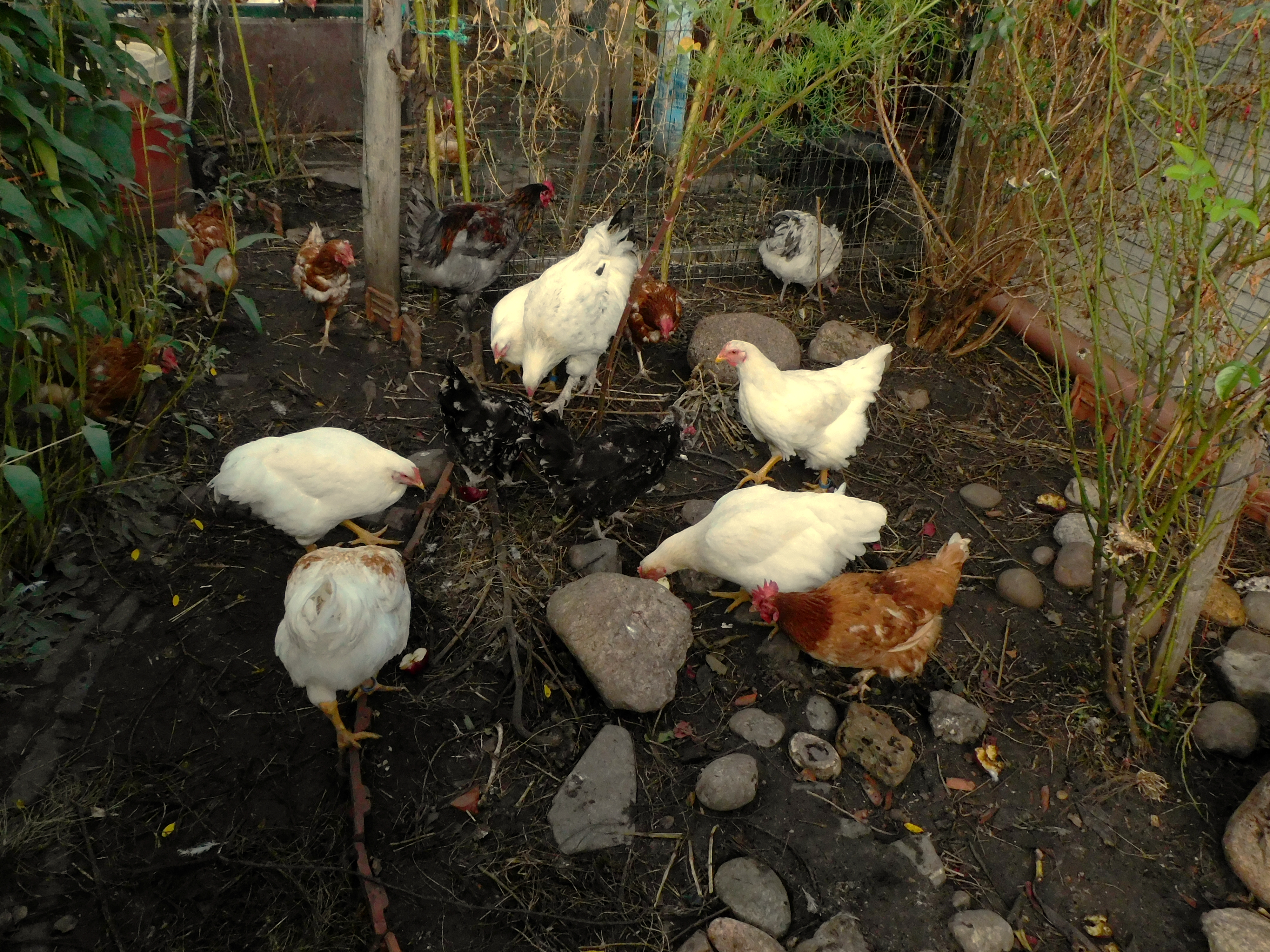
Levend in groep met andere kippen
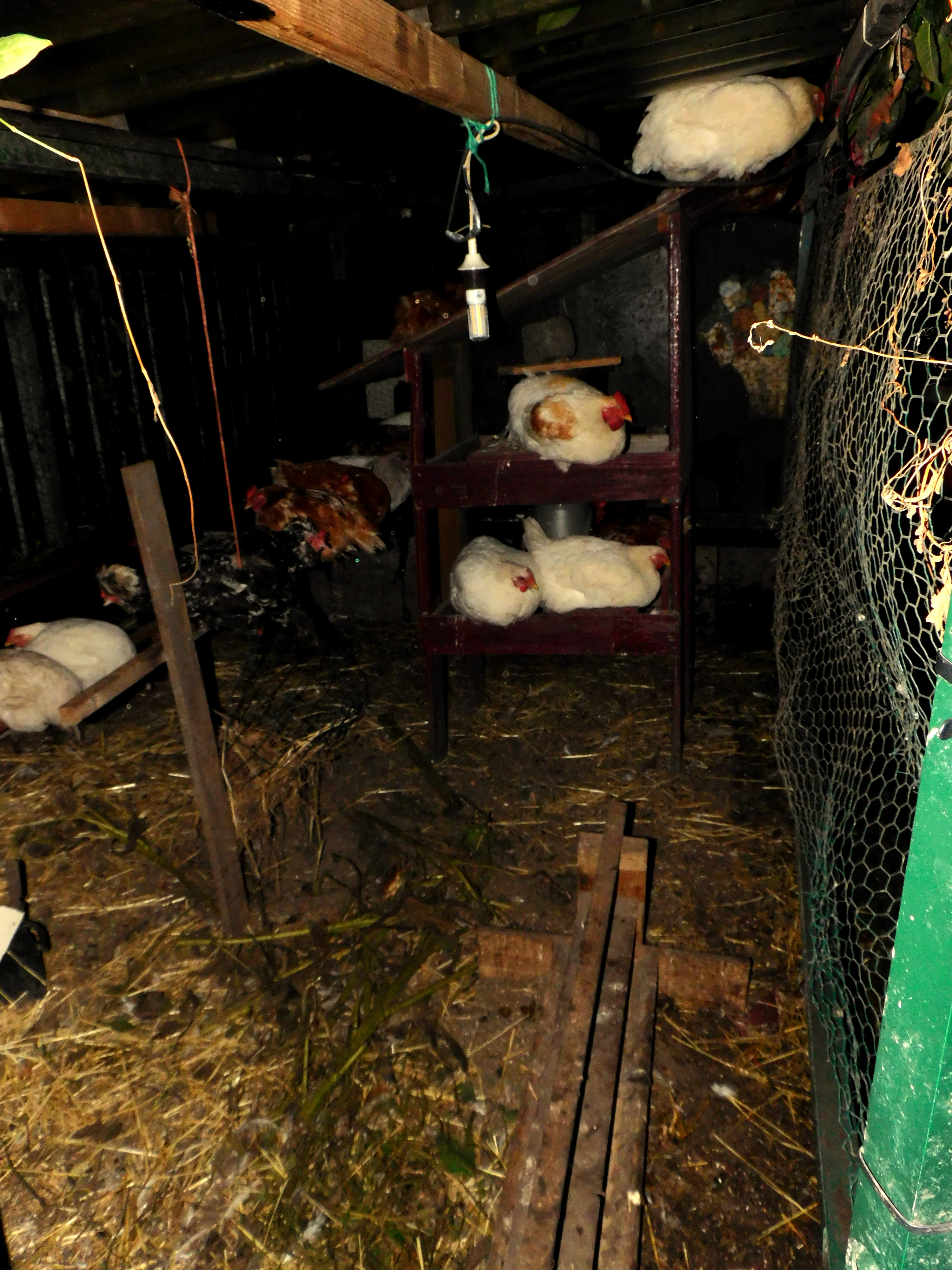
Natuurlijk: op stok en hogere plaatsen
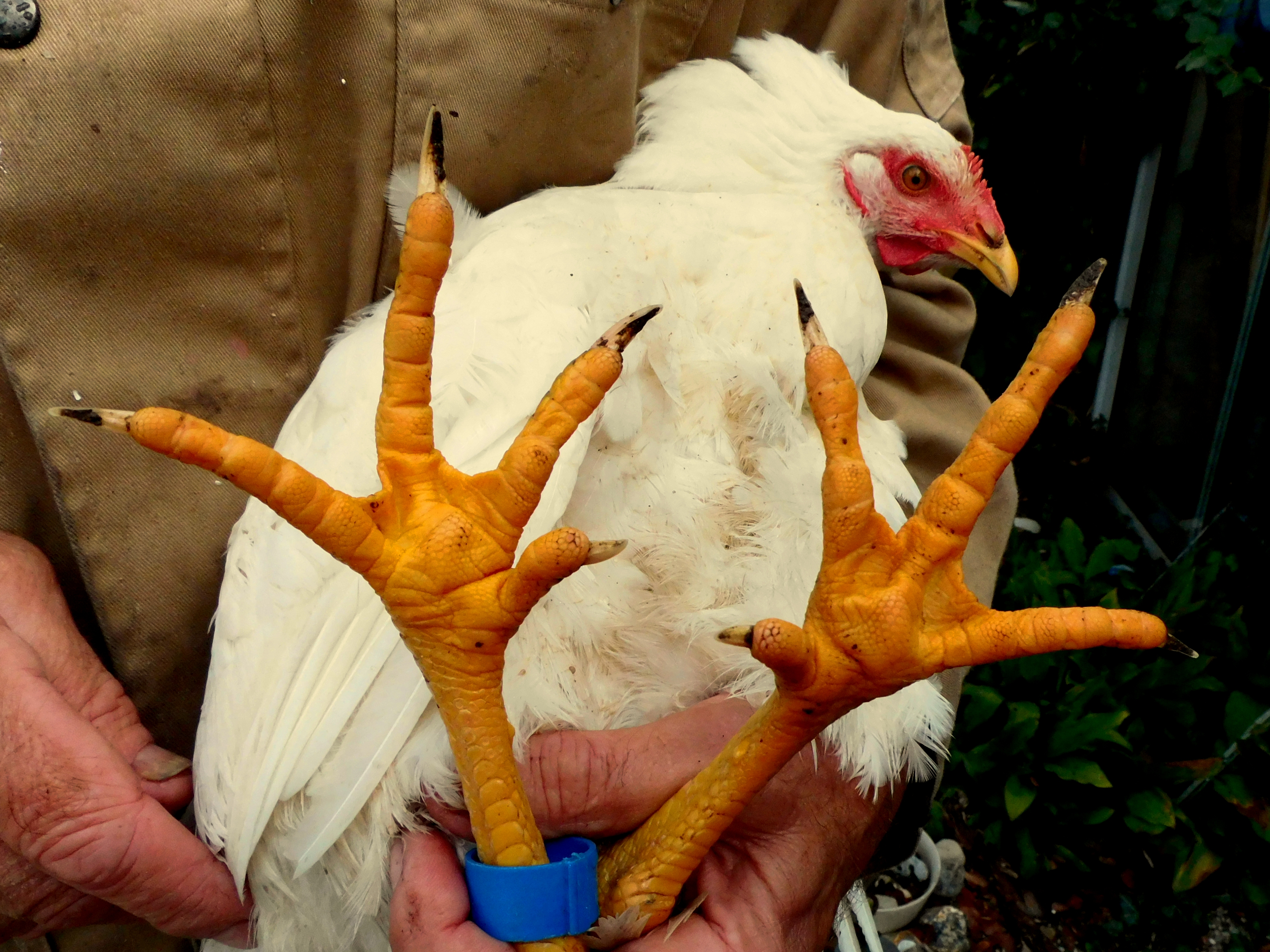
Voetzolen, 16 weken

## Beter Leven-sterren Dierenbescherming
| omstandigheden         | gangbaar               | 1 ster                                                  | 2 sterren                                  | 3 sterren                                  |
| ---------------------- | ---------------------- | ------------------------------------------------------- | ------------------------------------------ | ------------------------------------------ |
| Binnenruimte           | 18 - 21 kuikens per m² | 12 kuikens per m²                                       | 13 kuikens per m²                          | 11 kuikens per m²                          |
| Langzamer groeiend ras | geen eis               | ✔                                                       | ✔                                          | ✔                                          |
| Afleidingsmateriaal    | geen eis               | Verplicht. Graan strooien en strobalen                  | Verplicht. Graan strooien en strobalen     | Verplicht. Graan strooien en strobalen     |
| Uitloop                | geen eis               | Verplicht. Overdekt (> 20% van totale staloppervlakte). | Verplicht. Vrije uitloop (1 kip per 1 m²). | Verplicht: Vrije uitloop (1 kip per 2 m²). |

## Kip in de Franse keuken
In de klassieke  (Franse) keuken onderscheidt men afhankelijk van leeftijd, geslacht en bereiding zes soorten.
- Piepkuiken (poussin), jong kuiken.
panklaar gewicht: 300 à 400 gram. 
Leeftijd: ± 4 weken. 
Gebruik: braden.
- Braadkuiken (poulet de grain), vleeskuiken gevoed met granen.
Panklaar gewicht: ongeveer 600 - 900 gram.
Leeftijd: 8 à 10 weken. 
Gebruik: braden, grillen, frituren.
- Braadkip (poulet) (poulet reine), vleeskuiken langzaam groeiend ras, opgefokt met eiwitrijke voeding.
Leeftijd: 6 à 10 weken.
Panklaar gewicht: 1000 — 1500 g.
Gebruik: braden, grillen.
- Poularde (poularde), gemeste geslachtsrijpe kip die al eicellen heeft gevormd, maar nog niet aan de leg is.
Leeftijd: 10 à 14 weken.
Panklaar gewicht: ongeveer 1500 — 2000 gram.
Gebruik: braden, grillen.
- Kapoen (chapon), gecastreerde haan, ontwikkeld intermusculair vet waardoor mals en rijk van smaak.
Panklaar gewicht: ongeveer 2000 — 2500 gram 
Leeftijd: 6 maanden of ouder. 
Gebruik: braden, grillen
- Soepkip (poule), niet meer productieve legkippen die vetgemest zijn, bevat veel smaakstoffen en geeft een goede bouillon.
Het Panklaar gewicht: 1800 gram of zwaarder.
Gebruik: soep, confit, fricassée, bouillon (veel extractiestoffen)